# Lonicera ferruginea
Lonicera ferruginea är en kaprifolväxtart som beskrevs av Alfred Rehder. Lonicera ferruginea ingår i släktet tryar, och familjen kaprifolväxter. Inga underarter finns listade i Catalogue of Life.